# Клименко Катерина Сергіївна
Катери́на Сергі́ївна Клименко — українська спортсменка-пауерліфтер, Заслужений майстер спорту України, проживає в Полтаві.

## Спротивні досягнення
- Чемпiонка свiту (юнiорки) 2007 року м.Ла-Гард (Францiя),у ваговiй категорiï 56 кг з сумою триборства 465кг,золото в присiданнi,золото в жимi лежачи,золото в становiй тязi.
- Чемпіонка світу 2007 року,м.Зольден (Австрiя) у ваговій категорії 52 кг,з сумою триборства 462 кг.
- Чемпiонка Європи 2008 року,Фрiдек Мiстек (Чехiя),у ваговiй категорiï 52 кг,з сумою триборства 450кг:золото в присiданнi,золото в жимi лежачи,золото в становiй тязi.
- Чемпiонка Європи (юнiорки) 2008 року,м.Марiуполь (Украïна),у ваговiй категорiï 52 кг,з сумою триборства 440 кг:золото в присiданнi,золото в жимi лежачи,золото в становiй тязi.
- В лютому 2015 року здобула перемогу в абсолютній першості України,м.Полтава (Украïна),у ваговiй категоріï 52 кг,сума триборства 490,0 кг.
- Чемпiонка Європи 2018 року,Пiльзень (Чехiя),у ваговiй категорiï 52 кг,з сумою триборства 472,5 кг.
- Чемпiонка Украïни 2019 року,м.Львiв (Украïна),у ваговiй категорiï 57 кг,з сумою триборства 465 кг,малi золотi медалi в присiданнi,жимi лежачи,та становiй тязi.